# شتيفان هوبر
شتيفان هوبر (بالألمانية: Stefan Huber) (و. 1960 – م) هو ممثل، من سويسرا، ولد في زيورخ.